# Aelurillus balearus
Aelurillus balearus là một loài nhện trong họ Salticidae.
Loài này thuộc chi Aelurillus. Aelurillus balearus được Azarkina miêu tả năm 2006.